# Henri de Rigny
Pour les articles homonymes, voir Gaulthier et Rigny (homonymie).
Marie Henri Daniel Gaulthier, comte de Rigny, né à Toul (Trois-Évêchés) le 2 février 1782 et mort à Paris le 6 novembre 1835, est un vice-amiral et homme politique français,,.

## Biographie

### Famille
Il est le fils d’un ancien capitaine au régiment de Penthièvre-Dragons, Jean-François Gaulthier de Rigny, retiré fort jeune du service, et qui mourut en laissant cinq garçons en bas âge, dont son frère le futur général de Rigny, et de Perpétue Louis, sœur du baron Louis, plusieurs fois ministre des Finances sous les deux Restaurations et la monarchie de Juillet. La Révolution française le fait sortir de l’école de Pont-à-Mousson, où il avait été envoyé tout enfant. Henri de Rigny, âgé de dix ans alors, avait perdu son père ; sa mère était inscrite sur la liste des émigrés. Une tante recueillit la jeune famille, composée d’une jeune fille de seize ans et de cinq garçons, dont Henri était l’aîné.

### Entrée dans la marine
Une vocation prononcée et la volonté dernière de son père appellent Henri de Rigny au service de la marine. Après un séjour de quelques mois à l’École spéciale de Brest, où il avait été envoyé pour y terminer ses études, âgé de seize ans à peine, en 1798, il entre dans la marine en qualité d’aspirant de seconde classe sous les ordres de l’amiral Bruix. En 1799 il est nommé aspirant, il embarque sur La Fraternité.
Il assiste au blocus de Porto-Ferrajo (en) et à la bataille d'Algésiras ; puis il fait la campagne d’Égypte, et prend part aux expéditions de Saint-Domingue, de Corse et d’Espagne. En 1803, il est nommé enseigne de vaisseau et, en cette qualité, il est envoyé au camp de Boulogne ; il est chargé du commandement d’une corvette La Triomphante.
Interpellé par Napoléon Ier sur l’opportunité de faire sortir à la marée tous les bâtiments de la flottille destinée à une descente en Angleterre, le jeune marin fait à l’Empereur une réponse aussi ferme que concise.

### Campagnes terrestres

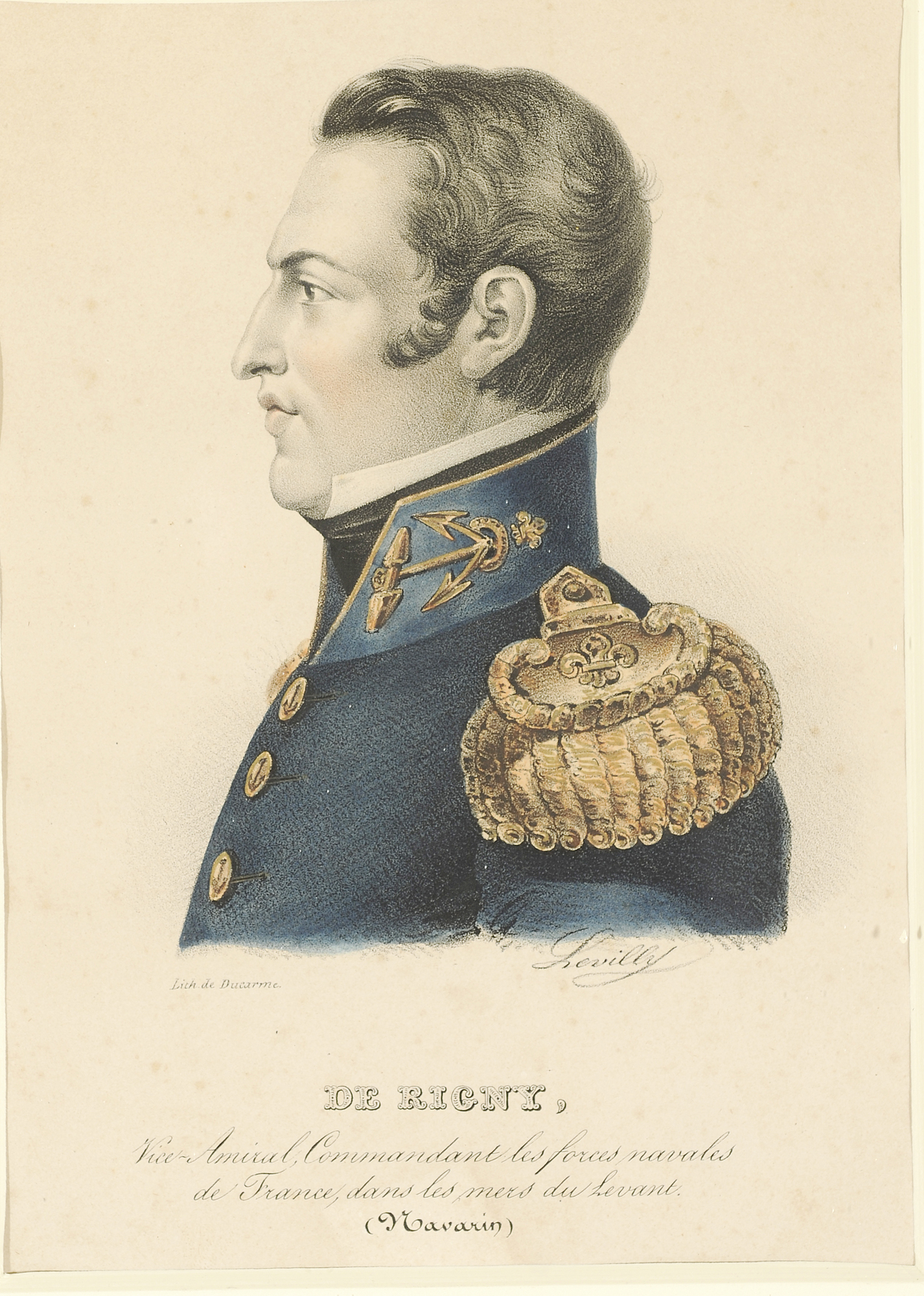
Henri de Rigny, Vice-Amiral, Commandant des forces navales de France, dans les mers du Levant. (Lithographie peinte par Philéas Salvator Lévilly. Musée national d'histoire de Grèce, collection des gravures (893)).

Incorporé avec les marins de la Garde dans l’armée de terre, en 1806 et en 1807, Rigny fait dans le courant de ces deux années les campagnes de Prusse, de Pologne et de Poméranie ; combat à Iéna, à Pultusk, au siège de Stralsund et de Graudenz, où il reçoit une blessure fort grave. Passé à l’armée d’Espagne en 1808 et devenu aide de camp du maréchal Bessières, il se distingue à la bataille de Medina de Rioseco et est blessé au combat de Somosierra, puis il assiste à la prise de Madrid, en 1809, et à la bataille de Wagram.
Promu au grade de lieutenant de vaisseau en cette même année 1809, M. de Rigny est en 1811 capitaine de frégate, et reçoit l’ordre d’aller appareiller en vue de la croisière anglaise qui bloquait Cherbourg et le Havre. Il accomplit avec intrépidité cette périlleuse mission. En janvier 1814, il est blessé de nouveau, alors qu’il enlevait le village de Borsele (Hollande) occupé par les Anglais et défendu par deux formidables batteries.

### Restauration. Station du Levant

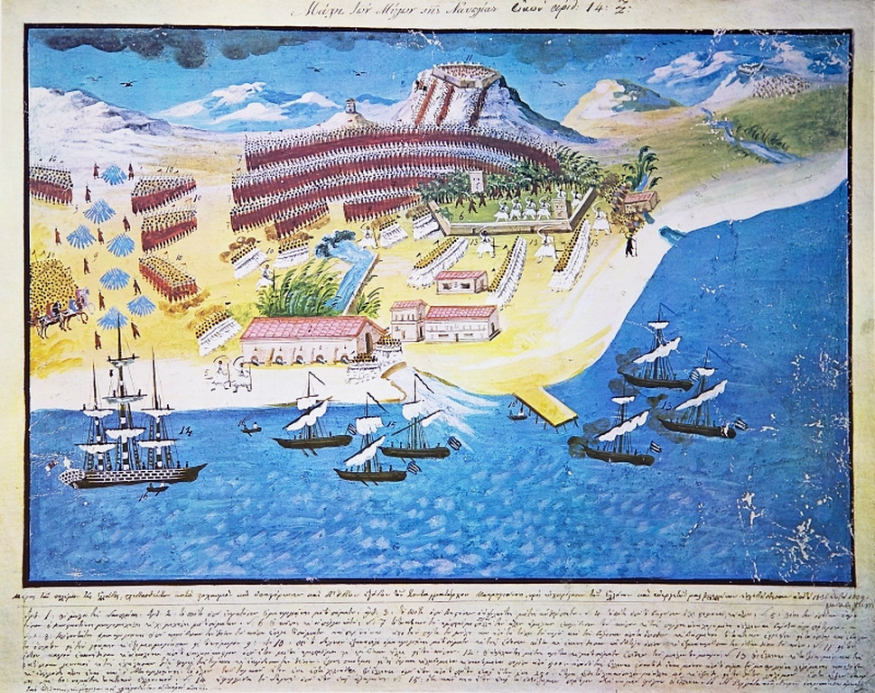
La frégate de Rigny (en bas à gauche) à la bataille des Moulins en 1825.

Henri de Rigny est élevé au grade de capitaine de vaisseau en 1816. Le 27 janvier 1823, il prend le commandement de l'escadre française dans les mers du Levant, qu'il quitte en mai 1824 (pour raison de santé) mais reprend le 18 avril 1825. Il est notamment chargé de réprimer la piraterie turque ou grecque, qui s'était développée à la faveur des conflits de la guerre d'indépendance ; ses soins intelligents fixent dans l’Archipel la police de la navigation, et le capitaine français est, suivant sa propre et pittoresque expression, un véritable juge de paix chargé de préserver de fureurs inutiles deux peuples alors divisés par une guerre acharnée. Il assiste à plusieurs épisodes du conflit en tant qu'observateur et joue parfois un rôle d'intermédiaire lors des négociations, dont celles ayant précédé la reddition de l'Acropole d'Athènes en juin 1827.

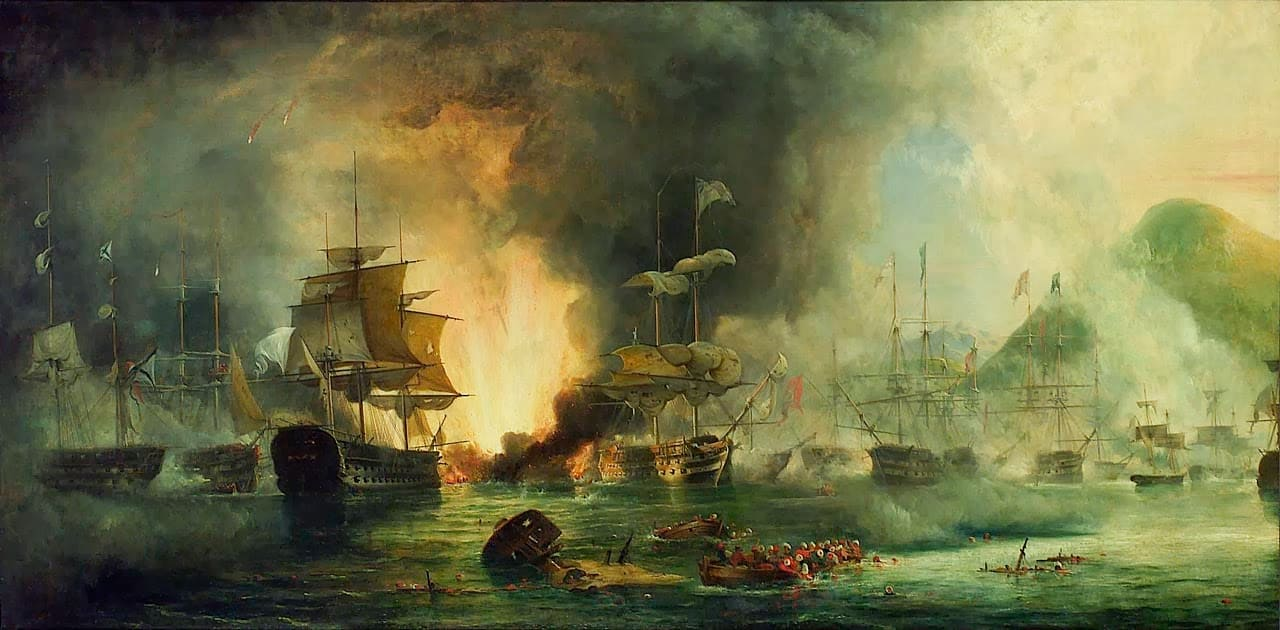
La Bataille navale de Navarin (20 octobre 1827) dans la baie de Navarin, à Pylos en Grèce.

Nommé contre-amiral le 22 mai 1825, il participe en 1827 aux opérations conjointes de la France, de l'Empire russe et du Royaume-Uni décidées à la suite du traité de Londres afin de faire cesser le conflit. Il commande ainsi la flotte française à bord du navire amiral la Sirène (en) à la bataille de Navarin le 20 octobre 1827, victoire écrasante des forces alliées françaises (commandées par l'amiral de Rigny), russes (commandées par l'amiral Lodewijk van Heiden) et anglaises (commandées par l'amiral Edward Codrington) sur la flotte turco-égyptienne d'Ibrahim Pacha, qui lui vaut la croix de l’ordre du Bain, de l’Ordre de Saint-Alexandre Nevski et le grade de vice-amiral,,. Un monument commémoratif en forme d'obélisque dédié à la victoire des trois amiraux sera érigé en 1930 sur la place centrale de la ville de Pylos.

### Retour en France

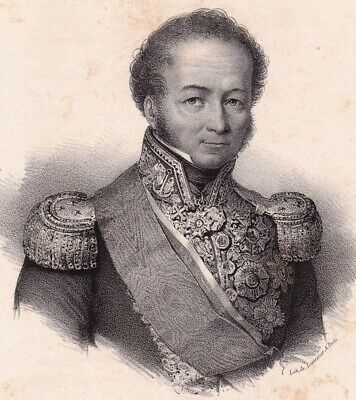
Henri de Rigny (lithographie exécutée par Antoine Maurin en 1835)

De retour en France après l’évacuation des troupes françaises de l’expédition de Morée, à laquelle il avait pris part, l’amiral de Rigny est créé comte et nommé préfet maritime à Toulon en 1829, mais il refuse au 8 août même année, le portefeuille de la Marine, dans le ministère Polignac.
Revenu à Toulon pour cause de santé, en septembre 1830, il est nommé membre du conseil d’Amirauté et reçoit la décoration de grand-officier de la Légion d'honneur. Il reçoit ensuite celle de grand-croix le 12 août 1832,.
Appelé en 1831 à la Chambre des députés par une double élection (il restera député de la Moselle, puis du Pas-de-Calais jusqu’à sa mort en 1835), l’amiral de Rigny reçoit, le 3 mars de la même année, de Louis-Philippe, le portefeuille de la marine. Chargé, le 4 avril 1834, du département des affaires étrangères, il fait dans cette administration preuve d’une activité nouvelle.
Le 12 mars 1835, les soins qu’exigeait sa santé, devenue de plus en plus chancelante, forcent le comte de Rigny à résigner ses fonctions de ministre ; toutefois, dans le mois d’août, il accepte une courte mission à Naples. Il est à peine de retour à la fin d’octobre, quand il ressent les premières atteintes du mal terrible auquel il succombe dans la nuit du 6 au 7 novembre 1835, à l’âge de 52 ans. Il est enterré au cimetière du Père-Lachaise (36e division). Mais par la suite, son corps est transféré au cimetière de Montmartre (4e division) où il repose désormais.

### Vie privée

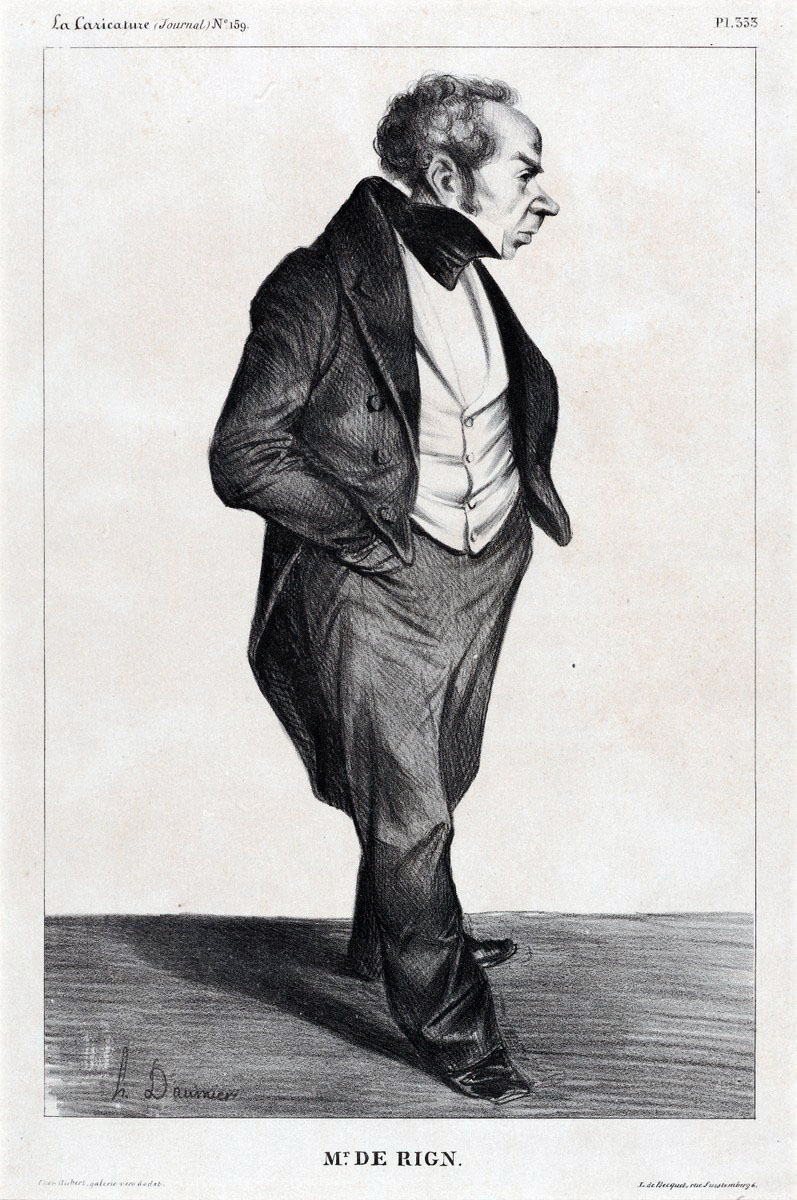
Mr de Rigny, caricature d'Henri de Rigny par Honoré Daumier (1833).

Le 17 septembre 1834, il épouse Adèle Narcisse Defontaine, née à Mons le 23 floréal an XI (le 13 mai 1803) et décédée le 13 novembre 1875 au château de Ris-Orangis, veuve en premières noces d'un riche homme d'affaires belge, Florent François Daniel Honnorez (16 février 1780 - paroisse de Saint-Nicolas-en-Havré de Mons + 28 octobre 1830 - Ghlin), dont elle avait eu trois filles : Hortense Jeanne Augustine (11 mars 1823 - Mons + ) qui épousa Frédéric Joseph Barthélémy Lagrange, Élise Françoise Joséphine Honnorez (20 février 1824 - Mons † 1er septembre 1876 - Courson-Monteloup), plus tard duchesse de Padoue par son mariage du 5 septembre 1842 à Paris avec Ernest Louis Henri Hyacinthe Arrighi de Casanova, et Léonie Marie Isidore Désirée Sidonie Honnorez (2 novembre 1829 Mons + 1892), plus tard marquise de Talhouët par son mariage du 2 août 1847 à Ris-Orangis avec Auguste de Talhouët-Roy.
Trois mois après sa mort, sa veuve met au monde le 7 février 1836 à Paris une fille prénommée Marie Amélie Louise Philippine Gaultier de Rigny. Celle-ci épousa, en premières noces, le 9 avril 1856 à Paris (2e arrondissement ancien) Charles Léon Léonor Henri de Galard de Brassac (vers 1826 + 15 juillet 1863 - Paris (8e arrondissement)), comte de Béarn, fils de Louis Hector de Galard de Brassac, comte de Béarn, et de Coralie Constance Eléonore Le Marois (vers 1804 + 24 novembre 1828 - château de la Rochebeaucourt à Combiers) et, en secondes noces, le 1er août 1866 à Paris (8e arrondissement) Pierre Paul Posuel (31 janvier 1836 - Paris), baron de Verneaux, fils de Pierre Amédée Posuel (vers 1765 - Lyon + 26 août 1840 - château de Goué à Mansle), vicomte de Verneaux, et de Claudine Mélanie Bignon (vers 1704 - Aube + 25 septembre 1863 - Paris (7e arrondissement)). Marie Amélie Louise Philippine Gaultier de Rigny mourut le 6 juillet 1868 au château de Ris à Ris-Orangis.

## Décorations et titres
- Comte de Rigny
- Grand-croix de la Légion d'honneur (12 août 1832)[14].
- Chevalier Grand-croix de l'Ordre du Bain (Royaume-Uni)
- Grand-croix de l'Ordre du Sauveur (Grèce)
- Chevalier de l'Ordre de Saint-Alexandre Nevski (Empire Russe)
- Commandeur de l'Ordre des Saints-Maurice-et-Lazare (Maison de Savoie)

## Résidences
- Hôtel particulier situé no 40, rue de la Victoire à Paris.

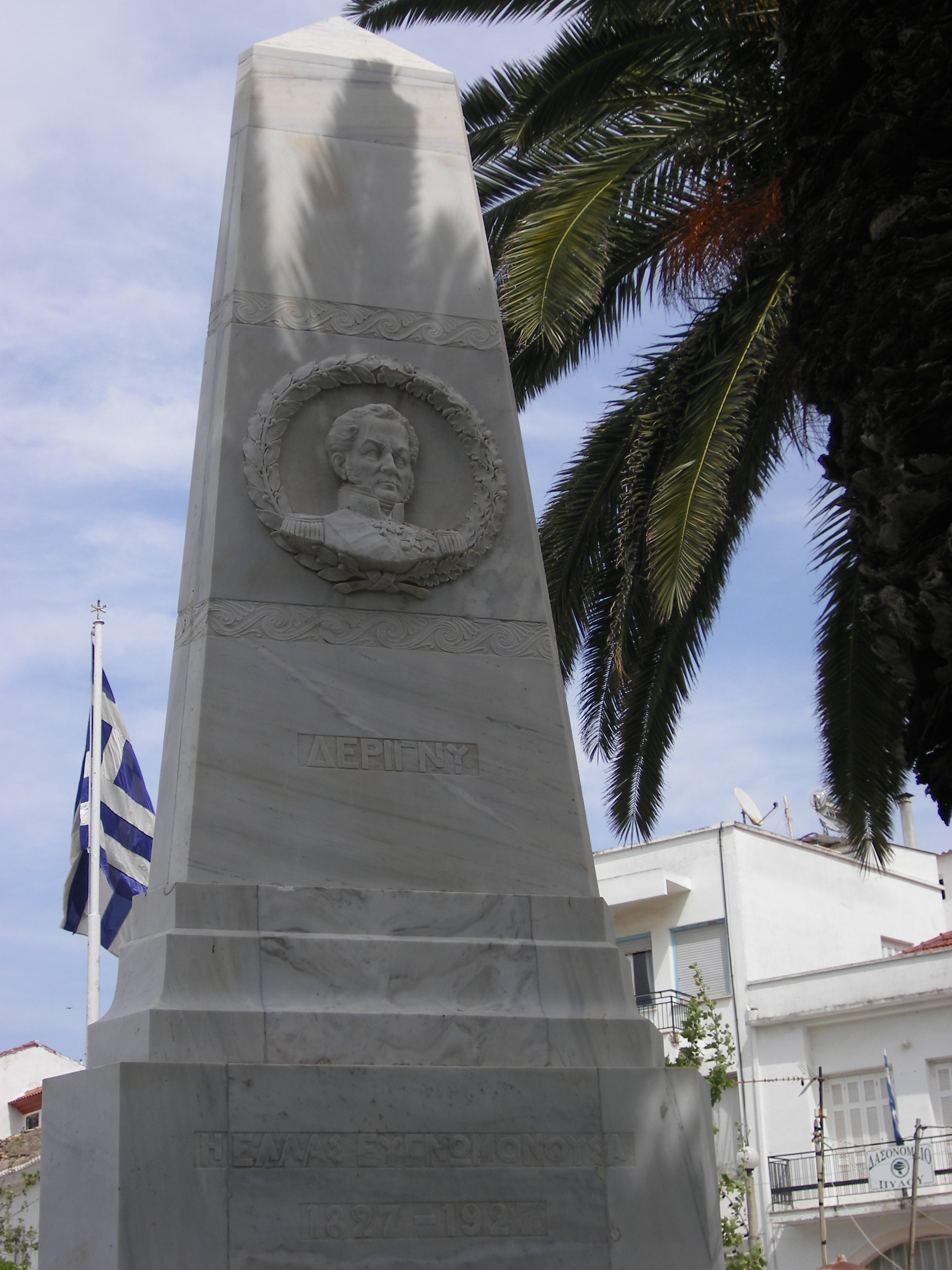
Monument commémoratif aux trois amiraux de la bataille de Navarin sur la place centrale de Pylos (Grèce) : de Rigny (ΔΕΡΙΓΝΥ).

## Hommages et souvenirs
- Avenues de Rigny à Ris-Orangis et Bry-sur-Marne.
- Rues de Rigny à Paris, Nancy, Toul, Saint-Amand-Longpré, Arc-lès-Gray et à Athènes en Grèce.
- Collège Amiral-de-Rigny à Toul.
- Monument commémoratif sur la place centrale de Pylos-Navarin en Grèce (œuvre du sculpteur grec Thomás Thomópoulos (1873–1937), dévoilé en 1930 bien qu'achevé qu'en 1933)[12].
- Le Mont Rigny (Rigny Bjerg, 2734 m) au Groenland porte son nom (ainsi nommé par l'explorateur français Jules de Blosseville en 1833).